# Questione tedesca

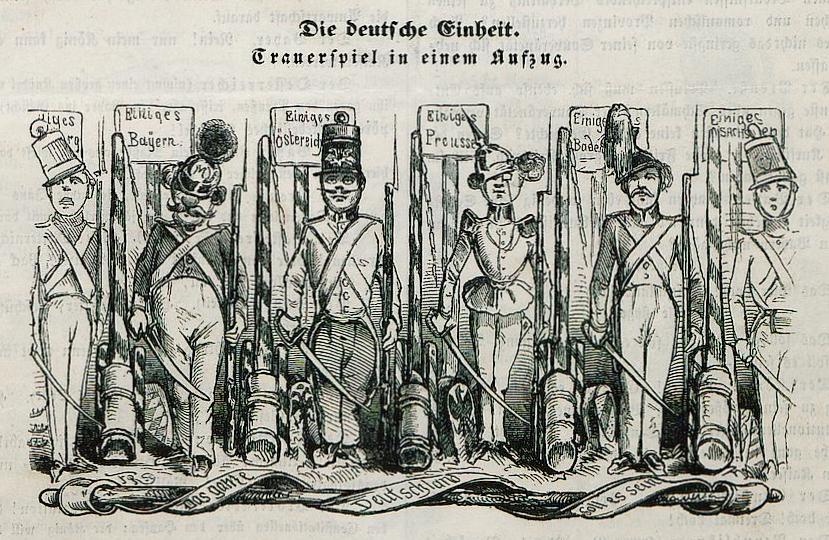
L'unità tedesca come un fiasco con ogni stato che si considerava separato. Immagine da Münchner Leuchtkugeln, 1848.
La didascalia recita: "Unità tedesca. Una tragedia in un atto".

La questione tedesca fu un dibattito nel XIX secolo, soprattutto durante le rivoluzioni del 1848, sul modo migliore per raggiungere un'unificazione di tutte o della maggior parte delle terre abitate dai tedeschi. Dal 1815 al 1866 esistettero circa 37 stati indipendenti di lingua tedesca all'interno della Confederazione germanica. La Großdeutsche Lösung ("Soluzione della Grande Germania") favoriva l'unificazione di tutti i popoli di lingua tedesca sotto un unico stato ed era promossa dall'Impero austriaco e dai suoi sostenitori. La Kleindeutsche Lösung ("Soluzione della Piccola Germania") tendeva ad unificare soltanto gli stati della Germania settentrionale e non includeva alcuna parte dell'Austria (né le sue aree abitate dai tedeschi, né le sue aree in cui predominavano altri gruppi etnici); questa proposta era favorita dal Regno di Prussia.
Le soluzioni sono indicate anche con i nomi degli stati che si proponevano di creare: Kleindeutschland e Großdeutschland ("Piccola Germania" e "Grande Germania"). Entrambi i movimenti facevano parte di un crescente nazionalismo tedesco che si può rapportare a simili tentativi contemporanei di creare uno stato nazionale unificato di popoli che condividevano un'etnia e una lingua comuni, come l'Unità d'Italia da parte di Casa Savoia e la Rivoluzione serba.
Durante la Guerra fredda, il termine fu riproposto per riferirsi alle questioni relative alla divisione e riunificazione della Germania.

## Sfondo
(The New York Times, 1º luglio 1866)
Nel corso dei secoli il Sacro Romano Impero tedesco dovette far fronte a una continua perdita di autorità nei suoi Stati imperiali costituenti. La disastrosa Guerra dei trent'anni si rivelò particolarmente dannosa per l'autorità del Sacro Romano Impero, poiché le due entità più potenti al suo interno, la monarchia asburgica austriaca e il Brandeburgo-Prussia, si evolsero in potenze assolute europee rivali, con un territorio che andava ben oltre i confini del Sacro Romano Impero. Nel frattempo, le molte piccole città-stato si frammentavano ulteriormente. Nel XVIII secolo il Sacro Romano Impero era costituito da oltre mille territori separati, governati da autorità distinte (Kleinstaaterei).
Questa rivalità tra Austria e Prussia sfociò nella guerra di successione austriaca e sopravvisse poi alla Rivoluzione francese e al dominio dell'Europa da parte di Napoleone. Di fronte alla dissoluzione del Sacro Romano Impero, la Casa d'Asburgo proclamò l'Impero austriaco nel 1804. Il 6 agosto 1806 l'imperatore asburgico Francesco II abdicò al trono del Sacro Romano Impero nel corso delle guerre napoleoniche con la Francia. La restaurazione del 1815, mediante l'Atto finale del Congresso di Vienna, istituì la Confederazione germanica, che non era una nazione, ma un'associazione di Stati sovrani sul territorio dell'ex Sacro Romano Impero.
Tra la serie di fattori che nel dibattito influenzava le alleanze, il più importante era la religione. La Großdeutsche Lösung avrebbe implicato una posizione dominante per l'Austria cattolica, il più grande e potente stato tedesco dell'inizio del XIX secolo. Di conseguenza, i cattolici e gli stati favorevoli all'Austria, per lo più meridionali, preferivano generalmente la Großdeutschland. Un'unificazione della Germania guidata dalla Prussia avrebbe comportato il dominio del nuovo stato da parte della Casa protestante degli Hohenzollern, un'opzione più appetibile per gli stati protestanti, per lo più della Germania settentrionale. Un altro fattore di complicazione era l'inclusione da parte dell'Impero austriaco di un gran numero di non tedeschi, come ungheresi, cechi, slavi meridionali, italiani, polacchi, ruteni, rumeni e slovacchi. Un'ulteriore questione riguardava la riluttanza degli austriaci di entrare in una Germania unificata se ciò avesse comportato la rinuncia ai loro territori non di lingua tedesca.

L'Europa centrale intorno al 1820, con il Regno di Prussia in blu, l'Impero austriaco in giallo e gli stati tedeschi indipendenti in grigio. La linea rossa segna il confine della Confederazione germanica; sia la Prussia che l'Austria controllavano terre al di fuori della Confederazione.

## La Rivoluzione di Marzo

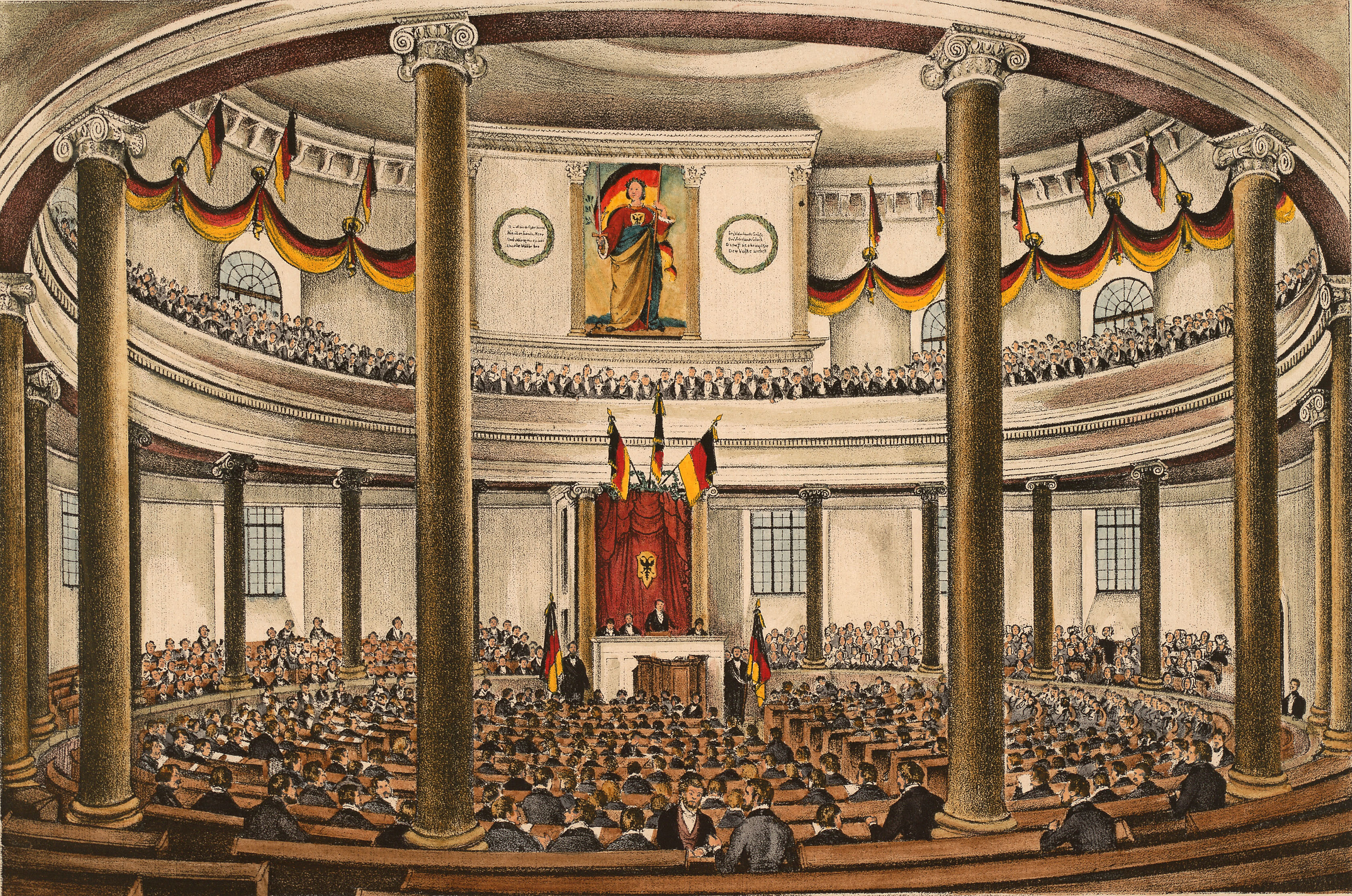
La prima assemblea nazionale tedesca nella chiesa di San Paolo a Francoforte, 1848/1849

Nel 1848 liberali e nazionalisti tedeschi si unirono nella rivoluzione, formando il Parlamento di Francoforte. Il movimento della Grande Germania all'interno di questa Assemblea Nazionale chiese l'unificazione di tutte le terre popolate dai tedeschi in un'unica nazione. In generale, o in una certa misura, la sinistra favoriva una Großdeutsche Lösung repubblicana, mentre il centro liberale prediligeva una Kleindeutsche Lösung con una monarchia costituzionale.
Quelli che sostenvano la posizione della Großdeutsche affermavano che gli Asburgo avevano governato il Sacro Romano Impero per quasi 400 anni, dal 1440 al 1806 (l'unica interruzione si ebbe con l'estinzione della linea maschile asburgica nel 1740, fino all'elezione di Francesco I nel 1745), e che l'Austria era la più adatta a guidare la nazione unificata. Tuttavia, l'Austria poneva un problema, perché gli Asburgo governavano grandi porzioni di territorio non di lingua tedesca. La più grande area di questo tipo era il Regno d'Ungheria, che comprendeva anche grandi popolazioni slovacche, rumene e croate. L'Austria aveva inoltre numerosi possedimenti con popolazioni prevalentemente non tedesche, tra cui cechi nelle terre boeme, polacchi, russini e ucraini nella provincia galiziana, sloveni in Carniola e italiani in Lombardia, Veneto e Trentino, (quest'ultimo ancora incorporato nella terra della corona tirolese), che costituivano complessivamente la maggior parte dell'Impero austriaco. Fatta eccezione per Boemia, Carniola e Trento, questi territori non facevano parte della Confederazione germanica, perché non avevano fatto parte dell'ex Sacro Romano Impero, e nessuno di essi desiderava essere incluso in uno stato-nazione tedesco. Il politico ceco František Palacký respinse esplicitamente il mandato offerto all'assemblea di Francoforte, affermando che le terre slave dell'impero asburgico non erano oggetto di dibattiti tedeschi. D'altra parte, per il primo ministro austriaco, il principe Felix Schwarzenberg, era accettabile solo l'adesione dell'impero asburgico nel suo insieme, perché non aveva alcuna intenzione di separarsi dai suoi possedimenti non tedeschi e smantellarli per rimanere in un impero tutto tedesco.

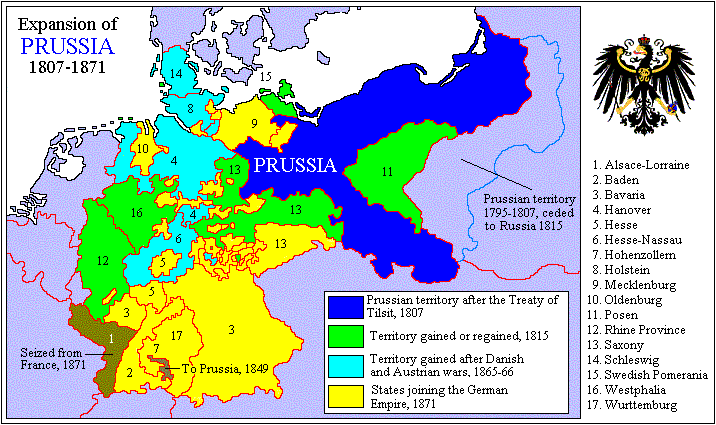
Espansione della Prussia dal 1807 (blu scuro): territori verdi annessi con il Congresso di Vienna del 1815, territori azzurri dopo la guerra austro-prussiana del 1866, territori gialli nel 1871 dopo la guerra franco-prussiana

Così, alcuni membri dell'assemblea, e la Prussia in particolare, promossero la Kleindeutsche Lösung, che escludeva l'intero impero austriaco con i suoi possedimenti tedeschi e non tedeschi. Sostenevano che la Prussia, in quanto unica grande potenza con una popolazione prevalentemente di lingua tedesca, fosse la più qualificata per guidare la Germania appena unificata. Tuttavia, la bozza costituzionale prevedeva la possibilità per l'Austria di aderire successivamente senza i suoi possedimenti non tedeschi. Il 30 marzo 1849 il Parlamento di Francoforte offrì la corona imperiale tedesca al re Federico Guglielmo IV di Prussia, che la rifiutò. La rivoluzione fallì e i diversi successivi tentativi del principe Schwarzenberg di costruire una federazione tedesca guidata dall'Austria fallirono.

## Guerra austro-prussiana e guerra franco-prussiana

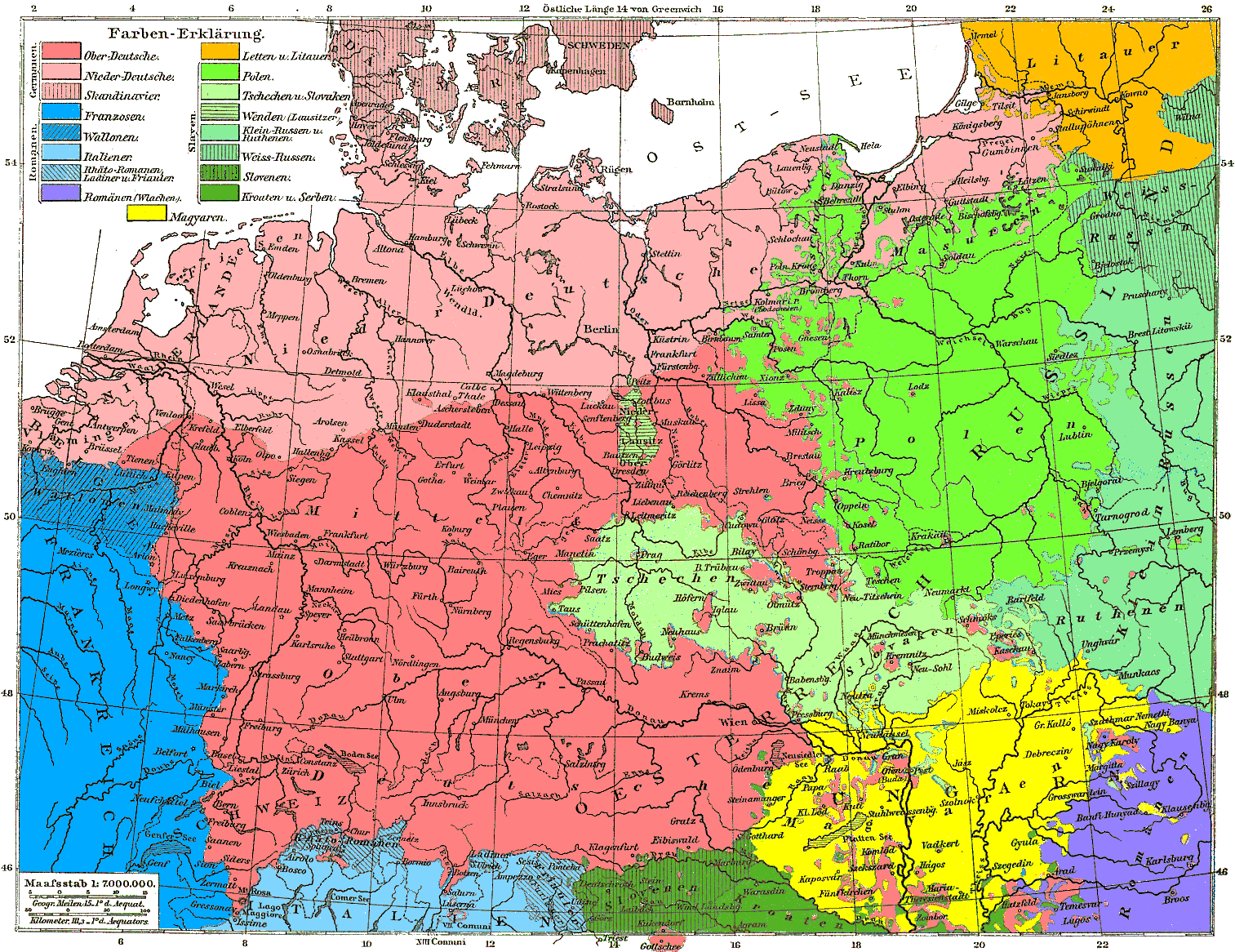
Mappa linguistica da un atlante tedesco, stampata nel 1881

Questi sforzi furono infine interrotti dall'umiliante sconfitta dell'Austria nella guerra austro-prussiana del 1866. Dopo la pace di Praga, il cancelliere prussiano Otto von Bismarck, allora alla guida della politica tedesca, perseguì l'espulsione dell'Austria e riuscì a riunire tutti gli stati tedeschi tranne l'Austria sotto la guida prussiana, mentre le terre asburgiche furono scosse da conflitti etnici nazionalisti, risolti solo superficialmente con il Compromesso austro-ungarico del 1867.
Allo stesso tempo, Bismarck istituì la Confederazione Tedesca del Nord, cercando di impedire ai cattolici austriaci e bavaresi del sud di essere una forza predominante in una Germania prussiana prevalentemente protestante. Utilizzò con successo la guerra franco-prussiana per convincere gli altri stati tedeschi, compreso il Regno di Baviera, a schierarsi con la Prussia contro il Secondo Impero francese; l'Austria-Ungheria non partecipò alla guerra. Dopo la rapida vittoria della Prussia, il dibattito fu risolto a favore della Kleindeutsche Lösung nel 1871. Bismarck usò il prestigio guadagnato dalla vittoria per mantenere l'alleanza con la Baviera e proclamò l'Impero tedesco. La Prussia protestante divenne la potenza dominante del nuovo stato e l'Austria-Ungheria fu esclusa, rimanendo un sistema politico separato. La soluzione della Piccola Germania prevalse.

## Influenza successiva

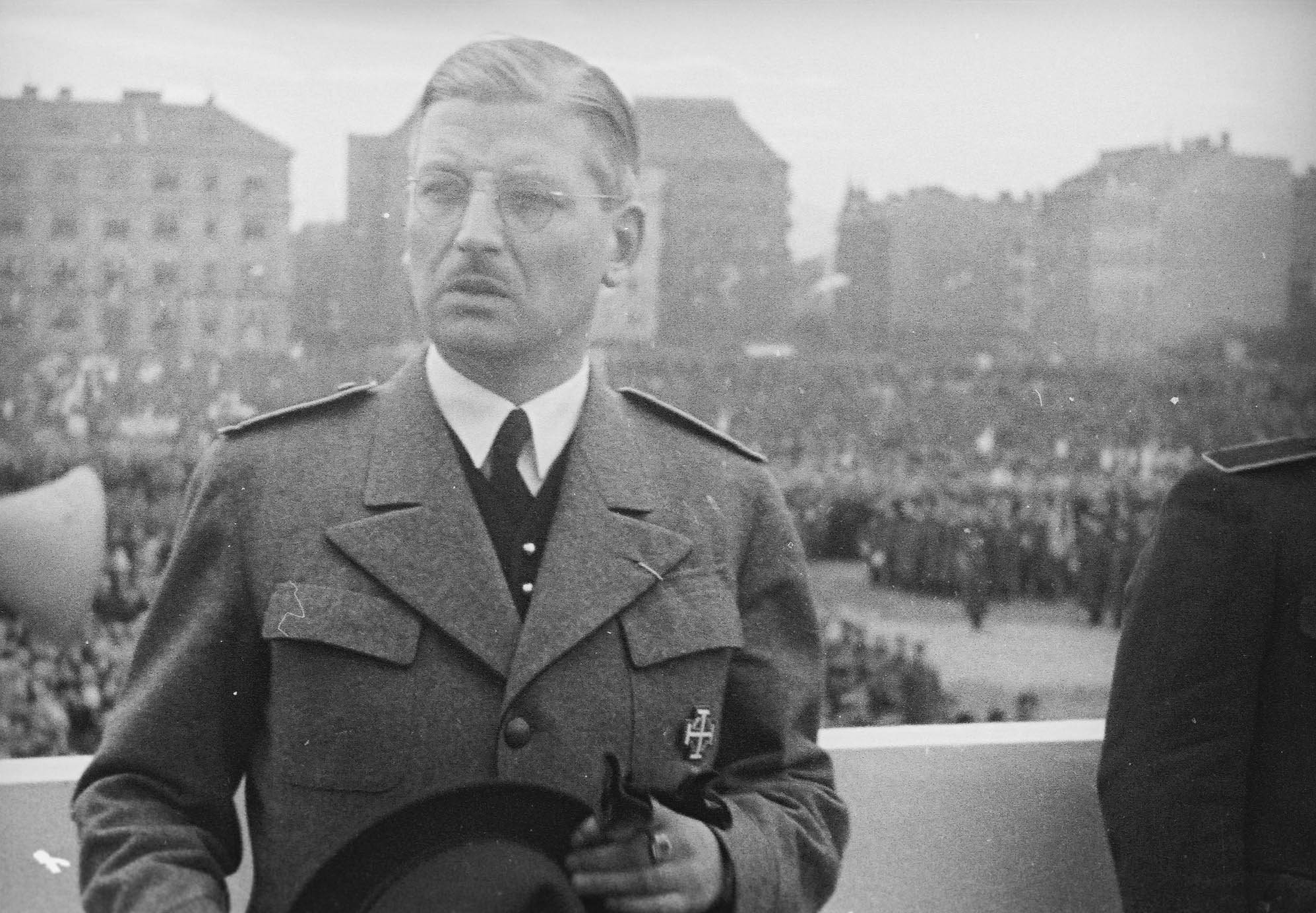
Kurt Schuschnigg, cancelliere austriaco dal 1934 al 1938, che si oppose fermamente all'annessione dell'Austria da parte di Hitler alla Germania nazista

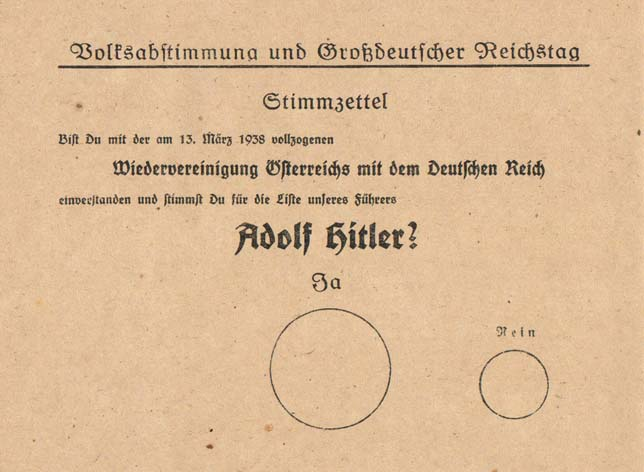
Scheda elettorale del 10 aprile 1938. Il testo della scheda recita: "Sei d'accordo con la riunificazione dell'Austria con il Reich tedesco che è stata promulgata il 13 marzo 1938, e voti per il partito del nostro leader Adolf Hitler?" Il cerchio grande è etichettato "Sì", il più piccolo "No".

L'idea di territori austriaci con una significativa popolazione di lingua tedesca che si unissero a uno stato della Grande Germania fu sostenuta da alcuni circoli sia in Austria-Ungheria che in Germania. Fu nuovamente promosso dopo la fine della prima guerra mondiale e lo scioglimento della monarchia austro-ungarica nel 1918 dalla proclamazione dello stato superstite, l'Austria tedesca. I fautori tentarono di incorporare l'Austria tedesca nella Repubblica tedesca di Weimar. Tuttavia ciò era proibito dai termini sia del Trattato di Saint-Germain che del Trattato di Versailles, sebbene i partiti politici austriaci come il Partito popolare della Grande Germania e i socialdemocratici perseguissero questa idea a prescindere.
Nel 1931 ci fu un tentativo di creare un'unione doganale tra la Repubblica di Weimar e l'Austria. La mossa fu contestata dalla Francia e da banchieri come l'austriaco Henry Strakosch, che in seguito divenne un finanziere di Winston Churchill. Seguirono trasferimenti di denaro di grandi volumi, rendendo impraticabile l'unione doganale con l'aggravarsi della crisi economica.
In Germania, Adolf Hitler, un tedesco austriaco di nascita, era stato un fermo sostenitore dell'unificazione di Germania e Austria. La richiesta per una Grande Germania fu inclusa in una piattaforma del 1920 del partito nazista. L'elezione di Hitler in Germania mise in moto una maggiore pressione per una fusione tra Germania e Austria, che influenzò molti politici austriaci. Tuttavia l'Italia fascista, nonostante i suoi rapporti amichevoli con Hitler, si oppose fermamente a qualsiasi tipo di fusione dell'Austria con la Germania e fece pressioni e minacciò i politici austriaci affinché non seguissero un simile corso. L'Austria, nel frattempo, adottò l'austrofascismo, che si concentrò sulla storia dell'Austria e si oppose all'assorbimento dell'Austria nella Germania nazista (secondo la convinzione che gli austriaci fossero "tedeschi migliori"). Il cancelliere austriaco Kurt Schuschnigg (1934-1938) definì l'Austria il "miglior stato tedesco". Tuttavia il desiderio dei nazionalisti tedeschi di uno stato-nazione unificato che incorporasse tutti i tedeschi in una Grande Germania persistette e, col tempo, l'Italia di Mussolini fu distratta dalla sua invasione dell'Etiopia nel 1936, portando a una dispersione delle risorse e a una minore disponibilità a intervenire in Austria.

Nel 1938 l'unione tanto desiderata da Hitler tra il suo luogo di nascita, l'Austria, e la Germania (Anschluss) fu completata, il che violò i termini del Trattato di Versailles; la Società delle Nazioni non fu in grado di far rispettare il divieto di tale unione. L'Anschluss fu accolto con schiacciante approvazione dal popolo austro-tedesco e fu confermato da un referendum poco dopo. In contrasto con la situazione politica del XIX secolo, quando l'Austria controllava vaste aree di popolazioni non tedesche, l'Austria divenne il partner subordinato del nuovo stato unificato di lingua tedesca. Dal 1938 al 1942 l'ex stato dell'Austria fu denominato Ostmark ("Marca orientale") dal nuovo stato tedesco. In riferimento alla "soluzione della Grande Germania" del XIX secolo, lo stato allargato veniva chiamato Großdeutsches Reich ("Grande Reich tedesco") e colloquialmente Großdeutschland. All'inizio i nomi erano informali, ma poi Großdeutsches Reich divenne ufficiale nel 1943. Oltre alla Germania (confini precedenti alla seconda guerra mondiale), all'Austria e all'Alsazia-Lorena, il Großdeutsches Reich comprendeva il Granducato di Lussemburgo, il Sudetenland, Boemia e Moravia, il territorio di Memel, le aree polacche annesse alla Germania nazista, lo Stato libero di Danzica e i territori del "governatorato generale" (territori della Polonia sotto occupazione militare tedesca).

Il Grande Reich tedesco nel 1943

### Germania Est e Ovest e la riunificazione

Confini delle zone di occupazione in Germania, 1947. I territori a est della linea Oder-Neisse sotto amministrazione polacca e sovietica e il Protettorato della Saar sono mostrati in bianco.

Questa unificazione durò solo fino alla fine della seconda guerra mondiale. Con la sconfitta del regime nazista nel 1945, la "Grande Germania" fu divisa dalle Potenze alleate in Germania Ovest, Germania Est e Austria. Anche l'Austria fu occupata, ma le fu data piena sovranità con il Trattato di Stato austriaco del 1955, che tra l'altro richiedeva di rinunciare a qualsiasi progetto di unione con la Germania. La neutralità austriaca fu affermata in un atto separato, ma correlato. Inoltre la Germania fu spogliata di gran parte della storica Germania orientale (ovvero la maggior parte della Prussia), la maggior parte della quale fu annessa alla Polonia, con una piccola parte annessa all'Unione Sovietica (l'odierno Oblast' di Kaliningrad). Il Lussemburgo, la Cecoslovacchia e le terre slovene (con la Jugoslavia) riconquistarono la loro indipendenza dal controllo tedesco.
La questione tedesca fu un aspetto centrale delle origini della guerra fredda. I rapporti giuridici e diplomatici tra gli Alleati in merito al trattamento della questione tedesca portarono avanti gli elementi di intervento e di coesistenza che costituirono la base per un ordine internazionale post-bellico relativamente pacifico. La divisione della Germania iniziò con la creazione di quattro zone di occupazione e proseguì con la creazione di due stati tedeschi (Germania Ovest e Germania Est); nel periodo della Guerra fredda, fu rafforzata con il Muro di Berlino del 1961 ed esistette fino al 1989/1990. Dopo la rivolta del 1953 nella Germania dell'Est, la festività ufficiale nella Repubblica Federale Tedesca fu fissata il 17 giugno e fu chiamata "Giornata dell'unità tedesca", per ricordare a tutti i tedeschi la Questione tedesca "aperta" (senza risposta) (die offene Deutsche Frage), che significava la richiesta di ricongiungimento.
Il territorio della Germania moderna, dopo la riunificazione tedesca nel 1990, è più vicino a quello che la Kleindeutsche Lösung prevedeva (a eccezione del fatto che vaste aree dell'ex Prussia non fanno più parte della Germania) che della Großdeutsche Lösung, poiché l'Austria rimane un paese separato. A causa dell'associazione dell'idea con il nazismo, oggi non ci sono gruppi politici tradizionali in Austria o in Germania che sostengono una "Grande Germania"; quelli che lo fanno sono spesso considerati fascisti e/o neonazisti.